# حوری شگفت‌زده
حوری شگفت‌زده (به فرانسوی: La Nymphe surprise) نام یک نقاشی است که توسط ادوارد مانه نقاش امپرسیونیست فرانسوی در سال ۱۸۶۱ کشیده شده‌است. مدلش پیانیستی به نام سوزانا بود که سال‌ها مخفیانه دوستش داشت و دو سال بعد با او ازدواج کرد. نقاشی در بین آثار مانه کار کلیدی محسوب شده و نشان از شروع دوره جدیدی در کارهای هنری او و تاریخ نوگرایی در نقاشی فرانسه است. این نقاشی در
موزه ملی هنرهای زیبا در بوئنوس آیرس نگهداری می‌شود. و یکی از آثار برجسته موزه محسوب می‌شود.مانه نسبت به این نقاشی احساس خاصی داشت و در تمام زندگی خودش آن را نگهداشت و شواهدی وجود دارد که به این واقعیت اشاره می‌کند که جدا از اهمیت عاطفی نقاشی برای آقای مانه  وی این نقاشی یکی از مهم‌ترین و زیباترین کارهای خود می‌دانست.